# Nadine Kessler
Nadine Kessler (Landstuhl, 4 de abril de 1988) é uma ex futebolista alemã que atuava como meia. Encerrou a carreira em 2016 defendendo Wolfsburg, devido a recorrentes lesões no joelho.
Recebeu o prêmio FIFA Ballon d'Or de 2014 de melhor futebolista feminina do mundo.

## Títulos
Seleção Alemã
- Campeonato Europeu de Futebol Feminino: 2013